# قرق قلعة
قِرِق قَلْعَة (معناه قَلْعَةُ قِرِق؛ بالتركية: قرق قلعه، Kırıkkale) هي عاصمة ولاية قرق قلعة تقع في وسط تركيا ويبلغ تعداد سكانها حوالي 205,078 نسمة.وفيها جامعة قرق قلعة التي يناهز عدد طلابها 30.000 طالب.

## أعلام
- تولاي سلام أوغلو
- مسعود بقال
- رمضان جان
- سلجوق أوزداغ
- أوغوز كاغان كوكسال